# 中山友規
中山 友規（なかやま ゆうき、1987年11月13日 - ）は、神奈川県出身のサッカー選手。ポジションはDF、MF。

## 来歴
駒澤大学では同期の伊藤龍とセンターバックでコンビを組んだ。2009年にはユニバーシアードに出場。全6試合に先発出場し、日本の銅メダル獲得に貢献した。
2010年、Jリーグ昇格を目指すJFL・ガイナーレ鳥取に入団。JFL前期第2節からベンチ入りを続け、同9節の秋田戦で初先発と同時に初出場し、チームの無失点勝利に貢献した。その後もシーズン中盤まで出場機会を得ていたものの、それ以降は出場機会に恵まれずリーグ戦9試合出場に終わった。同年シーズン終了後に鳥取を退団。
2011年から鳥取でのチームメート、小澤竜己の紹介で東京23FCに移籍。再びチームメートとなった伊藤龍と共に第47回全国社会人サッカー選手権大会を無失点で制覇。東京都1部リーグでの優勝にも貢献し、ベストイレブンに選出された。翌2012年は関東リーグ2部で優勝し、ベストイレブン入り。この頃よりMF（ボランチ）としても起用されている。

## 所属クラブ
- 駒澤大学高等学校
- 駒澤大学
- 2010年 ガイナーレ鳥取
- 2011年 - 2015年 東京23FC

## 個人成績
| 国内大会個人成績 | 国内大会個人成績 | 国内大会個人成績 | 国内大会個人成績 | 国内大会個人成績 | 国内大会個人成績 | 国内大会個人成績 | 国内大会個人成績 | 国内大会個人成績 | 国内大会個人成績 | 国内大会個人成績 | 国内大会個人成績 |
| 年度             | クラブ           | 背番号           | リーグ           | リーグ戦         | リーグ戦         | リーグ杯         | リーグ杯         | オープン杯       | オープン杯       | 期間通算         | 期間通算         |
| 年度             | クラブ           | 背番号           | リーグ           | 出場             | 得点             | 出場             | 得点             | 出場             | 得点             | 出場             | 得点             |
| 日本             | 日本             | 日本             | 日本             | リーグ戦         | リーグ戦         | リーグ杯         | リーグ杯         | 天皇杯           | 天皇杯           | 期間通算         | 期間通算         |
| ---------------- | ---------------- | ---------------- | ---------------- | ---------------- | ---------------- | ---------------- | ---------------- | ---------------- | ---------------- | ---------------- | ---------------- |
| 2010             | 鳥取             | 16               | JFL              | 9                | 0                | -                | -                | 0                | 0                | 9                | 0                |
| 2011             | 東京23           | 3                | 東京1部          | 14               | 1                | -                | -                | -                | -                | 14               | 1                |
| 2012             | 東京23           | 3                | 関東2部          |                  | 4                | -                | -                |                  |                  |                  |                  |
| 2013             | 東京23           | 3                | 関東1部          |                  |                  | -                | -                |                  |                  |                  |                  |
| 通算             | 日本             | 日本             | JFL              | 9                | 0                | -                | -                | 0                | 0                | 9                | 0                |
| 通算             | 日本             | 日本             | 関東1部          |                  |                  | -                | -                |                  |                  |                  |                  |
| 通算             | 日本             | 日本             | 関東2部          |                  | 4                | -                | -                |                  |                  |                  |                  |
| 通算             | 日本             | 日本             | 東京1部          | 14               | 1                | -                | -                | -                | -                | 14               | 1                |
| 総通算           | 総通算           | 総通算           | 総通算           | 23               | 1                | 0                | 0                | 0                | 0                | 23               | 1                |

- JFL初出場 - 2010年5月3日 前期第9節 ブラウブリッツ秋田戦 (とりぎんバードスタジアム)

## 代表・選抜歴
- 2008年 デンソーカップサッカー (第22回デンソーカップチャレンジサッカー 関東大学選抜B、第5回日韓大学定期戦)
- 2008年 全日本大学選抜・イタリア遠征
- 2009年 デンソーカップサッカー (第23回デンソーカップチャレンジサッカー 関東大学選抜A、第6回日韓大学定期戦)
- 2009年 ユニバーシアード日本代表 (3位)